# Lamineren

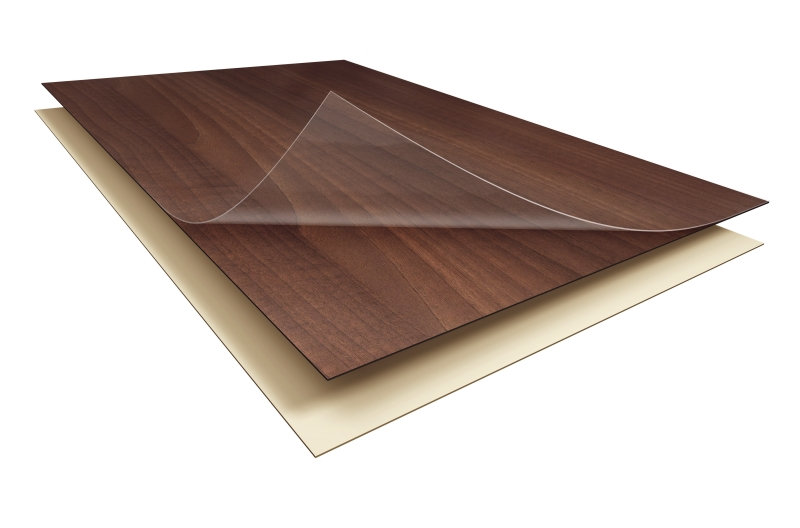
Kliklaminaat bestaat uit meerdere lamellae die over elkaar zijn geplaatst door middel van lamineren

Lamineren is een verbindingstechniek om meerdere lagen van gelijke of verschillende materialen aan elkaar te verbinden. Het is, in tegenstelling tot het handlamineerproces, veelal een geautomatiseerd vormgeefproces wat vaak voor folies en thin films wordt toegepast. De term lamineren komt voort uit de benaming voor de dunne laagjes over elkaar geplaatst materiaal, de lamellae.

## Proces
Om de verschillende lagen aan elkaar te verbinden worden verschillende processen (principes) toegepast: 
- Nat lamineren. Tussen de te verbinden lagen wordt een vloeistoflijm aangebracht. Na het drogen en/of het afbinden van de lijm zijn de delen aan elkaar verbonden.
- Droog lamineren. Tussen de te verbinden lagen wordt meestal een zelfklevende lijm toegepast. Na het aandrukken van de lagen is de verbinding tot stand gebracht.
- Thermisch lamineren. Door de contactvlakken van de te verbinden lagen warm te maken en/of in elkaar te drukken worden deze plastisch waardoor ze met elkaar versmelten (lassen). Net als bij het spiegellassen wordt op deze manier een verbinding tussen de lagen tot stand gebracht.

## Toepassing
Het lamineerproces wordt veelvuldig toegepast om een product (of halffabricaat) van gunstige materiaaleigenschappen te voorzien. Als voorbeeld een transparante waterdichte laag bij drukwerk, een huishoudfolie of kliklaminaat.  